# Newton Suites
Les Newton Suites est une tour de 120 mètres de hauteur construite à Singapour en 2007. L'immeuble se caractérise par la présence de végétation et d'arbres dans les étages de l'édifice. Ainsi tous les 4 étages de la façade sud, il y a des jardins avec des arbres.
L'architecte est l'agence WOHA.